# اریک تونا
اریک تونا (انگلیسی: Erik Tønne؛ زادهٔ ۳ ژوئیهٔ ۱۹۹۱) بازیکن فوتبال اهل نروژ است.
از باشگاه‌هایی که در آن بازی کرده‌است می‌توان به باشگاه فوتبال شفیلد یونایتد، باشگاه فوتبال یورک سیتی، باشگاه فوتبال فردریکستاد، و باشگاه فوتبال بوده/گلیمت اشاره کرد.